# Eivind Røhne
Eivind Røhne (* 8. února 1968, Oslo) je norský fotograf, který se mimo jiné zabývá reklamní a módní fotografií. Kromě toho, že vydal knihu a učebnici Fotoglede – slik tar du bedre bilder (Fotopotěšení – jak pořídit lepší snímky) a od roku 2010 pravidelně přispívá v televizním programu Dobré ráno, Norsko na TV 2 se zaměřením na fotografii.

## Knihy
- Fotoglede – slik tar du bedre bilder (sammen med Stian Schioldborg), Exlibris Media (2010) ISBN 978-82-8173-287-2